# 萌學園
《萌學園》是臺灣東森幼幼台於2010年至2014年所播映的兒童電視劇系列，共分為下列世代：
電視劇：
- 《萌學園之萌騎士傳奇》[1]

東森幼幼台開播十周年大戲，2010年2月開拍計劃至5月底殺青，同年7月3日起每週六晚間7點於東森幼幼台獨家首播。
- 《萌學園2聖戰再起》[2]

2010年10月開拍到12月底殺青，同年12月18日首播。時間設定在第一季的一年後。
- 《萌學園3魔法號令》[3]

百年大戲，2011年6月20日開拍，9月17日首播。時間設定在第二季的三個月後。
- 《萌學園外傳》

2011年12月24日在16：45和21：45獨家首播，31日起在18：45首播，內容是劇中人物的小秘密。
- 《萌學園4時空戰役》[4]

2012年7月7日開拍，8月11日首播，時間設定在第三季後的新學期。
- 《萌學園5異界對決》[5]

2013年5月15日開拍，6月29日首播，採雙集連播，9月7日起更為每週1集。時間設定在打倒闇黑的半年後。
- 《萌學園6復活之戰》[6]

2014年7月初開拍，8月9日首播。時間設定在第五季後的新學期。
電影：
- 《萌學園：尋找磐古》

電影版；2016年6月24日上映，第六季殺青後，两年后拍出。
中國大陸部分，則由中央電視台少兒頻道引進，於節假日下午一點播出，次年金鹰卡通于下午3点播出。同年广东广播电视台少儿频道TVS5于下午播出。

## 概要
該劇主要講述代表萌學園的萌騎士團對抗闇黑勢力的故事。

## 設定

### 種族
夸克族
原屬夸克星球，並以保護人類為使命的種族，由夸克星球的長老會率領，維護全宇宙的和平。其族人本身具有魔法。並能夠分類為：超能力系、動物系、自然系、療癒系等四大屬系，也是劇中萌騎士的專屬種族。
能量是由體內的駛卷使(strength)提供的，同代表著夸克人的生命，每個人都是獨特的，不能轉移，否則會造成駛卷使逆流而死。魔法使出之後，會有10%的駛卷駛留在體內，需要進行休養才能讓駛卷使恢復。第四季中，古拉克膠囊可以把身體裡剩下的10%的力全使出來，然而這也等同犧牲。
在電影版的設定中，該種族因創造了地球而在地球外圍設下平行時空，以保護著地球生命。
闇黑族 
與夸克族都來源於夸克星球，但在四百年前由於暗黑靈石的降世，讓兩個族羣產生不同的信念，從而分裂和夸克族敵對的族人，其族人的黑魔法以能量石為基礎，魔法主要以枯萎術為主，劇中沒有詳細說明其他的魔法能力，其族和夸克族的駛卷使大不相同。
最初設有不同的分支，後因爆發了黑夸大戰，闇黑族其他分支的領導者被分別封印，只有闇黑大帝被逼進了萌學園的地下水道中，因而成為該族的最高領袖。由於與夸克族的誤會頗深，至今為止依舊還是對立。
精灵族
與夸克族締結了盟友之約的種族，其魔法能力多數為輔助性魔法，並設有精靈防衞隊協助夸克族化解宇宙中的各種危機。
吸血族
於第二季登場，全宇宙都避之唯恐不及的可怕種族，他們嗜好吸血與牛番茄，以血液為食。本身具有化解魔法的能力。
該族所屬的吸血大王約每四百年誕生一次，依附無間蛋積累慾望能量之後才能誕生。
索利族
於第四季登場，在宇宙中四處漂泊的隱居族群擅長時空旅行的種族。該種族並沒有戰鬥力，但有強大的治療能力，同時具有時空凍結的魔法，但吹響魔法之笛就可以召喚他們。
極光族
於第五季登場，專門清理宇宙塵的種族，擅長打掃清理，由於族人散落在指受各地，沒有自己的星球，所屬領域只有會隨時變換位置的極光之地，需要極光史記才能尋找。
由於清潔時會產生極光輻能，需要打包傳輸到極光之地，以保護其他魔法族人的安全。

### 萌學園
夸克族於地球有五大學校，分別駐守東西南北以及地球的分校「東萌」、「南萌」、「西萌」、「北萌」和總校「萌學園」，而萌學園隱藏在地球大氣層外，魔法等級是以西方魔幻的等級為設定，在校內有等部和等級。魔法等級不代表魔法力量的真實實力。

### 奈亞公主
奈亞公主，女性，天生具有奈亞圖騰的命定之人，其信仰便是无惧。是唯一能召喚出索雷伊圣剑和擊退闇黑大帝和闇黑族的人。
每個歷代奈亚公主都会来到萌学园就读，她與萌騎士團共同擔任著守護夸克族、萌学园和全宇宙的職責。保护奈亞公主不只是萌騎士的職責也是夸克族該背負的使命，加上奈亚公主容易在跟闇黑大帝交戰中犧牲性命，所以無法輕易得到奈亚公主的爱和心，一旦得取奈亚公主的爱和心也就意味著她已经知道真相也該如何去面对和接受自己的職責、使命和命運。
奈亚公主在五星聚集、萌学园陷入危机时就会由幻之星、智之星、十之星、炎之星、月之星所组成的萌骑士团协助下召喚索雷伊圣剑迎战暗黑大帝，每個歷代奈亚公主再多数情况下与闇黑大帝都会同归于尽中变成永恒不灭的宝石。後來贺普家族研制出无极能量药水后，是索雷伊圣剑中的无极能量药水有机会令奈亚公主起死回生，打破奈亚公主在暗黑大帝战役中犧牲性命的處境，但这种情况迄今只在帝蒂娜身上出现过。

### 索雷伊圣剑
索雷伊圣剑是唯一對抗闇黑大帝的武器，亦是奈亚公主的寶劍。召喚索雷伊圣剑的方法就是结合奈亚公主的奈亚图腾與萌騎士的五星驶卷使召唤出索雷伊圣剑。它的形态会随着暗黑大帝能量的变化而变化。一旦到最后关头，它就是萌骑士五星和奈亚公主能量的集载体。
普通的索雷伊圣剑仅需五星交出驶卷使，由奈亚公主将驶卷使结合即可召唤出索雷伊圣剑；当暗黑大帝的能量达到极限时，普通的索雷伊圣剑会转换为终极索雷伊圣剑，锁在时空裂缝边缘。初次取出终极索雷伊圣剑需要命定第三人亦是圣剑使者蜜诺娃挑选出与蜜诺娃水晶相匹配的萌骑士与其能量结合唤醒锁在时空裂缝的终极索雷伊圣剑。帝蒂娜是唯一没有牺牲的奈亚公主也是唯一重新成为奈亚公主的夸克族人，恢复身份后圣剑不再需要蜜诺娃使者的召唤，而是跟随奈亚公主的能量自行回到帝蒂娜的身边。

### 萌騎士
萌騎士是劇中出現的重要組合。是為了奈亞公主、萌學園及夸克族安全、宇宙的和平而存在的團隊組織，其成員包括：幻之星、智之星、十之星、炎之星、月之星，以及蜜諾娃使者，其能量和五顆暗黑靈石也是相互對應、且相生相滅的存在。
| 稱謂       | 顏色                                                                        | 屬系             | 含義 |
| 幻之星     | 亮紫色（萌4、萌6、電影版） 天藍色（萌5）                                    | 超能力系         | 信任 |
| 炎之星     | 鮮紅色（萌4） 火紅色（萌5、萌6、電影版）                                    | 自然系           | 勇敢 |
| 智之星     | 銀白色（萌3） 深藍色（萌4） 金黃色（萌5、萌6） 葉綠色（電影版）             | 超能力系         | 智慧 |
| 十之星     | 鮮綠色（萌4、萌3） 葉綠色（萌5、萌6） 金黃色（電影版）                      | 療癒系           | 犧牲 |
| 月之星     | 亮藍白色（萌3） 深紅色（萌4） 銀白色（萌1、萌2、萌5、萌6） 水藍色（電影版） | 自然系或超能力系 | 愛   |
| 蜜諾娃使者 | 橘黃色（萌4） 粉紅色（萌5）                                                 | 不限             | 光明 |

## 展覽
2011年12月24日至2012年3月18日，東森幼幼台與時藝多媒體曾於臺北市華山1914文化創意產業園區策劃「萌學園魔法特展」活動，重現「萌學園」劇中經典場景及萌騎士見面會與舞台會。

## 外部連結
- 萌學園官網 （页面存档备份，存于）
- 萌學園官方的Facebook專頁
- YouTube上的萌學園官方頻道